# 남남
《남남》은 2023년 7월 17일부터 2023년 8월 22일까지 방송되었던 ENA 월화 드라마였다.

## 기획 의도
대책 없는 엄마와 쿨한 딸의 유쾌하고 톡톡 튀는 동거 이야기를 다룬 K-모녀 공감 코믹 드라마

## 제작진

### 극본
- 민선애

### 연출
- 이민우 : MBC 일일 드라마 《인어 아가씨》(책임 프로듀서), MBC MBC 베스트극장 《두 야 러브 미》(연출), MBC 특집 드라마 《나의 숨은 사랑》(책임 프로듀서), MBC 월화 드라마 《영웅시대》(책임 프로듀서), MBC 특집 드라마 《떨리는 가슴》(책임 프로듀서), MBC 월화 드라마 《비밀남녀》(책임 프로듀서), MBC 수목 드라마 《닥터 깽》(책임 프로듀서), MBC 수목 드라마 《여우야 뭐하니》(책임 프로듀서), MBC 수목 드라마 《메리대구 공방전》(책임 프로듀서), MBC every 1 《와인따는 악마씨》(책임 프로듀서), MBC 수목 드라마 《뉴하트》(공동 연출), KBS 2TV 월화 드라마 《꽃보다 남자》(책임 프로듀서), MBC 일일 드라마 《불굴의 며느리》(공동 연출), tvN 월화 드라마 《결혼의 꼼수》(연출), 네이버TV 웹 드라마 《낯선하루》(연출), OCN 《신의 퀴즈 4》(연출), MBC 드라마넷 《발레리노》(연출), tvN 금토 드라마 《신데렐라와 네명의 기사》(공동 연출), 영화 《인형의 꿈》(각본) 연출

## 출연진

### 주요 인물
- 전혜진 : 김은미 역 (아역: 박이현) - 29살 딸을 둔 미혼모지만 여전히 예쁘고 통통튀는 걸크러쉬 물리치료사, 진희의 어머니.
- 최수영 : 김진희 역 (아역: 윤채나) - 사건보다 철 없는 엄마 단속이 시급한 동네 파출소 순찰 팀장, 은미의 딸.
- 안재욱 : 박진홍 역 - FM 라이프를 추구하는 이비인후과 전문의이자 어느 날 은미 앞에 나타난 의문의 남자
- 박성훈 : 은재원 역 - 좌천된 파출소에서 진희를 만난 파출소 소장이자 진희의 섹파

### 모녀 주변 인물
- 김혜은 : 김미정 역
- 서예화 : 임태경 역
- 임성균 : 김진수 역

### 박상구 정형외과
- 김상호 : 박상구 역
- 손소망 : 정도희 역
- 최우정 : 최선정 역
- 김영옥 : 이강숙 역
- 양희경 : 성애자 역
- 이용이 : 정은심 역

### 남촌파출소
- 김동수 : 무구리역
- 안소요 : 장수진 역
- 윤석현 : 오강민 역
- 유비 : 조영교 역

### 월산경찰서
- 한승현 : 닭장 역

### 그 외 인물
- 김세원 : 공가을 역
- 김선빈 : 백건 역
- 박정언 : 공가을 母 역

### 특별출연
- 우미화 : 박지은 역
- 반효정 : 박진홍 母 역
- 이덕희 : 금순 역
- 조윤우 : 민기 역

## 참고사항
- 박성훈과 안소요는 2023년에 방송된 넷플릭스 금요드라마 《더 글로리 파트2》 이후로 4개월만에 재회하는 작품이다.

## 같이 보기
- 대한민국의 텔레비전 드라마 목록 (ㄴ)
- 2023년 대한민국의 텔레비전 드라마 목록